# 埃萊娜·博內蒂
埃萊娜·博內蒂（義大利語：Elena Bonetti，1974年4月12日—），義大利數學家、政治人物，自2019年9月5日起就任朱塞佩·孔特內閣平等機會與家庭部部長。

## 學術生涯
她1997年畢業於帕維亞大學數學系，2002年取得米蘭大學數學系博士學位，並於帕維亞大學數學系擔任助理教授，2011年升任副教授，2016年轉任米蘭大學數學系，專長是偏微分方程和預測建模。

## 政治及公共活動
博內蒂長期參與義大利天主教童軍活動（AGESCI），並且於2014年和LGBT支持人士、基督教監督Andrea Gallo一同聯署要求義大利政府承認同性婚姻。
2017年參與民主黨總書記選舉，並且加入馬泰奧·倫齊的團體「Leopolda」。2018年被民主黨提名參選眾議員，落選。
2019年9月5日被任命為義大利平等機會與家庭部部長，9月17日宣佈加入馬泰奧·倫齊組織的新政黨意大利活力党。

## 個人生活
她出生於阿索拉，育有兩子，現居住於曼托瓦 。